# Cal Sas I
Cal Sas I és un edifici del municipi de Bellmunt del Priorat (Priorat) protegit com a bé cultural d'interès local.

## Descripció
Massís edifici de planta rectangular amb planta baixa, dos pisos i golfes i cobert per una teulada a quatre vessants amb llumenera central coberta per una teulada piramidal de quatre vessants. A la façana principal s'obren la porta principal i una finestrella a la planta baixa, balcó i finestra al primer pis, dos balcons al segon i quatre arcades a les golfes. A la façana lateral són de destacar nombroses obertures i 8 arcades a les golfes. Sobre la façana principal és visible un arc de descàrrega i cal destacar la porta de pedra.

## Història
La tipologia de la construcció posa en relleu la pertinença a una família acomodada. Segons sembla, cal Sas s'enriquí de forma notable després de l'exclaustració i construí un altre edifici de qualitat al començament del carrer Major, a l'altre costat de la plaça. La casa degué sofrir algunes reformes, atès al nombre divers de finestres i balcons cegats que té.